# Beugin
Beugin és un municipi francès situat al departament del Pas de Calais i a la regió dels Alts de França. L'any 2007 tenia 443 habitants.

## Demografia

### Població
El 2007 la població de fet de Beugin era de 443 persones. Hi havia 174 famílies de les quals 32 eren unipersonals (4 homes vivint sols i 28 dones vivint soles), 59 parelles sense fills, 71 parelles amb fills i 12 famílies monoparentals amb fills.
La població ha evolucionat segons el següent gràfic:
Habitants censats

### Habitatges
El 2007 hi havia 185 habitatges, 174 eren l'habitatge principal de la família, 1 era una segona residència i 9 estaven desocupats. Tots els 184 habitatges eren cases. Dels 174 habitatges principals, 157 estaven ocupats pels seus propietaris i 17 estaven llogats i ocupats pels llogaters; 5 tenien dues cambres, 14 en tenien tres, 39 en tenien quatre i 117 en tenien cinc o més. 134 habitatges disposaven pel capbaix d'una plaça de pàrquing. A 84 habitatges hi havia un automòbil i a 80 n'hi havia dos o més.

### Piràmide de població
La piràmide de població per edats i sexe el 2009 era:
| Homes | Edats   | Dones |
| ----- | ------- | ----- |
| 0     | 95 o +  | 0     |
| 2     | 90 a 94 | 2     |
| 1     | 85 a 89 | 3     |
| 0     | 80 a 84 | 5     |
| 10    | 75 a 79 | 8     |
| 4     | 70 a 74 | 7     |
| 6     | 65 a 69 | 10    |
| 7     | 60 a 64 | 10    |
| 16    | 55 a 59 | 5     |
| 20    | 50 a 54 | 25    |
| 18    | 45 a 49 | 16    |
| 15    | 40 a 44 | 17    |
| 18    | 35 a 39 | 14    |
| 14    | 30 a 34 | 11    |
| 13    | 25 a 29 | 12    |
| 9     | 20 a 24 | 12    |
| 11    | 15 a 19 | 18    |
| 12    | 10 a 14 | 16    |
| 15    | 5 a 9   | 11    |
| 9     | 0 a 4   | 11    |

## Economia
El 2007 la població en edat de treballar era de 304 persones, 207 eren actives i 97 eren inactives. De les 207 persones actives 190 estaven ocupades (100 homes i 90 dones) i 17 estaven aturades (3 homes i 14 dones). De les 97 persones inactives 43 estaven jubilades, 25 estaven estudiant i 29 estaven classificades com a «altres inactius».

### Ingressos
El 2009 a Beugin hi havia 178 unitats fiscals que integraven 466,5 persones, la mediana anual d'ingressos fiscals per persona era de 19.786 €.

### Activitats econòmiques
Dels 5 establiments que hi havia el 2007, 2 eren d'empreses de comerç i reparació d'automòbils i 3 d'entitats de l'administració pública.

## Equipaments sanitaris i escolars
El 2009 hi havia una escola elemental integrada dins d'un grup escolar amb les comunes properes formant una escola dispersa.

## Poblacions més properes
El següent diagrama mostra les poblacions més properes.